# Izabela Zubko
Izabela Zubko (ur. 2 czerwca 1974 w Warszawie) – polska poetka.

## Sylwetka
Urodzona w Warszawie, dzieciństwo spędziła w Dęblinie. Ukończyła Studium Literacko-Artystyczne przy Wydziale Polonistyki Uniwersytetu Jagiellońskiego w Krakowie. Członek Związku Literatów Polskich, II Oddziału Warszawskiego Stowarzyszenia Autorów Polskich, grupy literacko-muzycznej „Terra Poetica” oraz Warszawskiego Stowarzyszenia Twórców Kultury (WSTK).
Jej wiersze zostały przetłumaczone na język ukraiński, czeski, litewski, rosyjski, angielski, francuski, chorwacki, telugu i węgierski. Jest obecna w licznych antologiach, w tym również międzynarodowych, m.in. w zbiorze poetyckim „Poeci naszych czasów”, czy „Anthology of Slavic Poetry”. Jej nazwisko znajduje się w „Mini-słowniku biograficznym polskich współczesnych poetów religijnych” oraz w antologii „Poeci przełomu stuleci i tysiącleci”.
Utwór muzyczny zainspirowany wierszem pt. „Romantyka” stał się wizytówką muzyczną duetu Neoclassic, za który w 2007 roku kompozytor Aleksander Chodakowski i wokalistka Natalia Miżygórska zostali uhonorowani nagrodą Ambasadora RP na Ukrainie. Piosenką tą reprezentowali Ukrainę podczas Międzynarodowego Festiwalu Poezji im. Marii Konopnickiej w Przedborzu (III nagroda w kategorii zespoły – Duet „Neoklasyk”). Utwory poetki w aranżacji Michała Pastuszaka śpiewają również uczestnicy warsztatów wokalnych Ośrodka Kultury w Dęblinie, natomiast w aranżacji Katarzyny Burkot – uczestnicy warsztatów wokalnych Ośrodka Kultury Gminy Gorlice, a także zespół „Poematix” (Olga Mujkić - wokal, Vlasta Traczyk - fortepian) oraz wokalistka Alina Małachowska.
W latach 2008–2017 należała do zespołu redakcyjnego dodatku „Myśl Literacka” w tygodniku „Myśl Polska”. W 2017 roku rozpoczęła pracę w „Metaforze Współczesności” – periodyku międzynawowej grupy literackiej «Kwadrat». Od 2007 roku współpracuje z pismem społeczno-kulturalnym „Własnym Głosem” Robotniczego Stowarzyszenia Twórców Kultury.
Laureatka Honorowej Nagrody Zarządu ZLP w Rzeszowie (2021) za zbór poetycki „Wierszariusz słowiański”. W oparciu o wybrane wiersze tego cyklu powstał montaż poetycko-muzyczny. Premiera sztuki odbyła się w 2022 roku z okazji Światowego Dnia Poezji w Miejskim Ośrodku Kultury w Dęblinie (reżyser - Agnieszka Pastor, muzyka – Michał Pastuszak).
Laureatka szeregu konkursów poetyckich. Juror w ogólnopolskich oraz międzynarodowych konkursach literackich.

## Twórczość

### Poezja
- Gołębie[16] (1993)
- Stratus[17] (1995)
- Niebieski domek[18] (1996)
- Nocą budzi się sen[19] (2004)
- Obraz w wierszu wiersz w obrazie[20] (2006)
- Łącząc brzegi przepaści[21] (2010)
- Świat wygasłych lamp[22] (2017)
- Wierszariusz słowiański[23] (2020)
- Gdy Anioł przychodzi[24] (2022)
- Kontury myśli[25] (2022)

### Tryptyk religijny
- W imię Ojca…[26] (wyd. I – 2008, wyd. II – 2015, wyd. III – 2018)
- W imię Syna…[27] (2015)
- W imię Ducha…[28] (2018)

### Dyptyk maryjny
- Kwiaty z Niebieskiego Ogrodu[29] (2021)
- Maryjne zakątki[30] (2022)

### Proza
- Mały pisarczyk z Małoszyc[31] (2017), album artysty / Stanisław Stanik, Izabela Zubko
- Dotykam słów[32] (2023), recenzje, wstępy, posłowia.

## Nagrody
- srebrna odznaka RSTK (2010)[33][34]
- złota odznaka RSTK (2015)[35]
- statuetka im. Stanisława Moniuszki (2016)[36]
- honorowa odznaka „Zasłużony dla Kultury Polskiej” (2017)[37][38]
- Brązowy Krzyż Zasługi (2018)[39]
- Medal Pamiątkowy „Pro Masovia” (2020)[40]
- Międzynarodowa Nagroda Literacka „Złote Pióro Rusi” (2021)[41]
- Nagroda Literacka im. Stefana Żeromskiego (2021)[42]
- Brązowy Medal „Zasłużony Kulturze Gloria Artis” (2022)[43]
- Srebrny Krzyż Zasługi (2024)[44]